# Haan Antal
Haan Antal (Békéscsaba, 1827. január 5. – Anacapri, Capri, Olaszország, 1888. május 9.) festőművész, Haan Lajos történetíró öccse.

## Életpályája
Apja Haan János csabai evangélikus lelkész. Elemi iskoláit Békéscsabán végezte, majd Szarvason és az eperjesi kollégiumban tanult. Festészetet a bécsi képzőművészeti akadémián tanult 1845-től. 1848-1849 között őrmesterként harcolt a szabadságharcban, majd a szabadságharc bukása után közlegényként szolgált egy ideig a Habsburg Birodalom seregében. 1849 után kivándorolt Itáliába, majd 1863-tól hazatért Békéscsabára, de egy évtized múlva újra visszatért Olaszországba, és végleg Capri szigetén telepedett le. Vallásos tárgyú képeket, oltárképeket és portréképeket festett. A Magyar Nemzeti Múzeum megbízásából eredeti méretben lemásolta Raffaello vatikáni Stanza freskóit.
Alkotásai megtalálhatók többek között a Szépművészeti Múzeum, a Munkácsy Mihály Múzeum és a Magyar Nemzeti Galéria gyűjteményében is.

## Művei
- IX. Pius pápa portréja, 1857

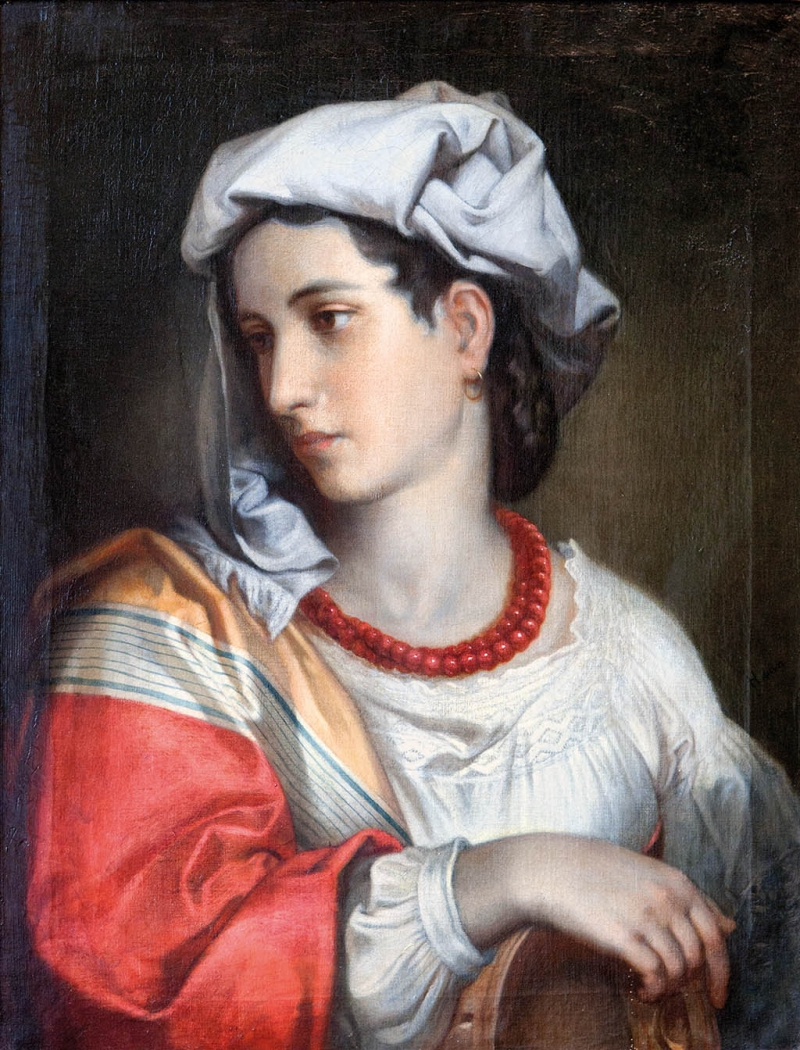
Hölgy portréja

- Időszaki tábla a magyar protestáns egyház történetéhez (Pest, 1859 vagy 1860) - bátyjával közösen kiadott könyve
- Léda a hattyúval, 1861
- Ujságot olvasó férfi
- Judit és Holofernész, 1853, Wosinsky Mór Megyei Múzeum, Szekszárd[2]

## Emlékezete
Halála után neve, illetve sírjának helye egy időre feledésbe merült, azonban többek között dr. Bereczky Zsolt kutatásainak köszönhetően életműve ma már újra ismert és elismert.
Születésének 175. évfordulója tiszteletére a békéscsabai városházán emlékünnepséget rendeztek, illetve emléktáblát avattak a tiszteletére.